# Akazu
L'Akazu (Kinyarwanda: ɑkɑzu, casa petita) era una organització informal d'extremistes hutu els membres de la qual van contribuir fortament al genocidi ruandès de 1994. Un cercle de familiars i amics íntims del llavors president Juvénal Habyarimana i la seva influent esposa Agathe Habyarimana, també se'ls va anomenar "Xarxa Zero", pel seva objectiu d'un Ruanda amb zero tutsis.

## Antecedents
Els akazu eren parents de Habyarimana i altres que ell coneixia del seu districte de Ruanda del Nord; van ocupar càrrecs importants d'autoritat en el règim hutu. Els Akazu no desitjaven compartir el govern amb els Tutsis (en particular els rebels expatriats residents a Uganda) o hutus moderat. Van contribuir al desenvolupament de la ideologia poder hutu i van generar ressentiment contra els tutsis durant els anys noranta. Alguns estudiosos creuen que la seva ideologia genocida i les seves massacres van ser un esforç per mantenir el poder polític que havien reunit des que Habyarimana va arribar al poder en un cop militar contra el govern elegit.

## Membres coneguts
- Protais Zigiranyirazo[1]
- Seraphin Rwabukumba[1]
- Colonel Elie Sagatwa[1]